# 南九州マツダ
株式会社南九州マツダ（みなみきゅうしゅうマツダ）は、福岡県・佐賀県・長崎県・大分県を除く熊本県、宮崎県、鹿児島県の九州南部地方3県を営業エリアとするマツダのカーディーラー。

## 概要
マツダ5チャンネル化政策の失敗により、マツダは深刻な経営危機に陥り、全国の販売会社も同様の状況であった。1996年からフォード主導で経営再建が進められることになり、国内の販売体制も大規模な改革が行われた。
- 2002年1月、宮崎マツダ販売（メーカー系資本）・マツダアンフィニ鹿児島（メーカー系資本）・マツダアンフィニ熊本（メーカー系資本）3社が合併し、「株式会社南九州マツダ」が設立される。
- 2006年12月、鹿児島県のもうひとつのマツダディーラーであった薩摩マツダ（地場資本）の自主廃業に伴い、営業権譲渡を受け、南九州マツダ（メーカー資本）に吸収される形で合併。その後、本社機能を宮崎市から旧・薩摩マツダ本社のある鹿児島市に移転。
- 2007年、熊本県の地場資本系会社「熊本マツダ自動車販売」(マツダ店)の廃業を受けて、一部営業店を受け入れ。
- 2012年、鹿児島県内（旧薩摩マツダ資本4店舗）と熊本県（旧熊本マツダ資本3店舗）にてフランチャイズ展開していた、マツダレンタカー事業部を、タイムスレンタカー（旧・マツダレンタカー事業本部）に営業譲渡し、レンタカー事業部を廃止した。これにより、南九州管内にてマツダレンタカーの営業店が無くなった。

## 販売店
鹿児島県
- 新栄店・現・南九州マツダ本社　鹿児島事業部本店　営業統括本部(旧　薩摩マツダ・ユーノス薩摩・マツダオートザム鹿児島・本社)
- 与次郎店(旧　マツダアンフィニ鹿児島／ユーノス鹿児島・本社)
- 谷山店（旧マツダアンフィニ店舗）
- 国分店（旧マツダアンフィニ店舗）
- 加治木店（旧薩摩マツダ店舗）
- 鹿屋バイパス店（旧薩摩マツダ店舗）
- 川内店（旧薩摩マツダ店舗）
- 出水店（旧薩摩マツダ店舗）

熊本県
- 南高江店(旧アンフィニ熊本本社)熊本事業部・本部
- 東店
- 飛田店
- 浜線店
- 光の森店
- 玉名店
- 八代店
- 人吉店

宮崎県
- 宮崎事業部（旧　宮崎マツダ本社　前・南九州マツダ　本店・営業統括本部）
- 大塚店
- 延岡店
- 日向店
- 高鍋店
- 蓮ヶ池店
- 大淀店
- 都城店